# Långtofsad skrikuv
Långtofsad skrikuv (Megascops sanctaecatarinae) är en fågel i familjen ugglor inom ordningen ugglefåglar.

## Utbredning
Fågeln återfinns i sydöstra Brasilien, Uruguay och nordöstra Argentina (Misiones). Den behandlas som monotypisk, det vill säga att den inte delas in i några underarter.

## Status och hot
Arten har ett stort utbredningsområde, men tros minska i antal, dock inte tillräckligt kraftigt för att den ska betraktas som hotad. Internationella naturvårdsunionen IUCN listar arten som livskraftig (LC).

## Namn
Fågelns vetenskapliga artnamn syftar på Santa Catarina, delstat i Brasilien.